# نهاش متقاطع
نهاش متقاطع (الاسم العلمي: Lutjanus decussatus) (بالإنجليزية: Checkered snapper)‏ هو نوع من الأسماك يتبع جنس النهاش من الفصيلة النهاشية.